# Traces du sacré
Traces du sacré est une exposition pluridisciplinaire qui a eu lieu au centre Pompidou du 7 mai au 11 août 2008, dans la Galerie 1 au 6e étage. Le projet de cette exposition était d'envisager de façon ouverte et transversale les différentes formes de réminiscences, de persistance, voire de revendications assumées d'une dimension sacrée ou spirituelle dans l'art moderne et contemporain.
Il était question de montrer et démontrer que, malgré le phénomène de recul des croyances religieuses ou magiques au XXe siècle que le sociologue Max Weber a identifié par l'expression « désenchantement du monde » et un désintérêt manifeste des artistes, depuis les avant-gardes, du religieux au profit d'une recherche formelle, des formes de questionnement artistiques subsistent autour de ce domaine.

## Historique
Le titre de travail de l'exposition était "Traces des dieux enfuis" d'après un vers de Hölderlin, titre auquel a finalement été préféré Traces du sacré.
À travers la présentation de plus de 350 œuvres issues de domaines très variés de la création artistique (peinture, sculpture, cinéma, mais aussi le spectacle vivant), les commissaires de l'exposition Jean de Loisy et Angela Lampe ont proposé un parcours retraçant toute l'histoire de l'art du XXe siècle en s'attachant à cette question du Sacré, souvent méconnue ou éludée par les historiens et théoriciens de l'art moderne et contemporain.
Étant donné la difficulté et le poids du sujet, une attention particulière a été portée à l'accompagnement intellectuel de cette exposition : un cycle de conférences couvrant les problématiques abordées dans l'exposition a été programmé conjointement, et plusieurs intervenants (philosophes, historiens, intellectuels, personnalités du monde des arts et des lettres) ont été invités à contribuer, non seulement à la rédaction du catalogue de l'exposition, mais aussi à l'élaboration d'un vaste programme de débats et colloques accompagnant l'événement.

## Scénographie
La scénographie, conçue par Pascal Rodriguez, répartissait les œuvres dans 24 salles portant chacune un titre donné par le commissaire de l'exposition, selon un parcours qui ne suivait pas la chronologie des œuvres mais plus un agencement narratif et thématisé sur des concepts liés au sacré, à la religion, à la philosophie, à la mythologie ou à l'ésotérisme.
1. Trace des dieux enfuis
2. Nostalgie de l'infini
3. Les grands initiés
4. Au-delà du visible
5. Absolu
6. Révélations cosmiques
7. Élévation
8. Homo Novus
9. Éden
10. Eschatologie
11. Apocalypse I
12. Danses sacrées
13. Spiritualités païennes
14. Éros et Thanatos
15. Offenses
16. Apocalypse II
17. Homo homini lupus
18. Art sacré
19. Malgré la nuit
20. Résonances de l'archaïque
21. The Doors of perception
22. Sacrifice
23. Sagesses orientales
24. L'ombre de Dieu

## Fréquentation et réception critique
L'exposition a connu une très bonne fréquentation du public : elle a reçu 241 591 visiteurs, à raison de 2 911 personnes par jour en moyenne, ce qui en fait la 51e exposition la plus visitée du centre Pompidou depuis son ouverture, juste derrière Art et Publicité (1990) et Jean Cocteau (2003-2004), et devant deux autres expositions qui ont marqué l'histoire du Centre : Magiciens de la terre (1989), avec une moyenne journalière de 2 306 visiteurs, et Les Immatériaux (1985), avec 2 168 visiteurs par jour.

## Dispositifs de médiation

### Audioguide multimédia et plateforme d'annotation collaborative
Sur les guides multimédia, le public pouvait écouter la présentation de la visite par les commissaires de l’exposition, enrichie, selon les thèmes ou les œuvres, de points de vue de personnalités du monde des arts et des lettres. Le visiteur pouvait également choisir d'écouter à partir de son téléphone portable personnel les contributions de ces personnalités pendant sa visite, mais également au-delà de la visite à partir de n’importe quel téléphone. De plus, sur le site Internet développé par l’Iri pour l’occasion, ces contributions de personnalités étaient plus largement développées, annotées et indexées avec l'outil d'annotation de flux Lignes de temps, afin de faciliter la recherche par mots-clés et constituaient en cela une base de ressources sonores. Enfin, il était possible de sélectionner et télécharger ces commentaires en podcast à partir de ce site Internet.